# Briefmarken-Jahrgang 1965 der Deutschen Bundespost Berlin
Der Briefmarken-Jahrgang 1965 der Deutschen Bundespost Berlin umfasste 20 Sondermarken, Dauermarken wurden in diesem Jahr nicht herausgegeben.
Der Nennwert der Marken betrug 8,45 DM; dazu kamen 0,80 DM als Zuschlag für wohltätige Zwecke.

## Liste der Ausgaben und Motive
Legende
- Bild: Eine bearbeitete Abbildung der genannten Marke. Das Verhältnis der Größe der Briefmarken zueinander ist in diesem Artikel annähernd maßstabsgerecht dargestellt. Sollten keine Marken abgebildet sein, liegt es daran, dass das Urheberrecht des Künstlers noch nicht erloschen ist.
- Beschreibung: Eine Kurzbeschreibung des Motivs und/oder des Ausgabegrundes. Bei ausgegebenen Serien oder Blocks werden die zusammengehörigen Beschreibungen mit einer Markierung versehen eingerückt.
- Wert: Der Frankaturwert der einzelnen Marke in Pfennig. Ein „+“ bedeutet, dass es sich um eine Zuschlagsmarke handelt (= Frankaturwert + Spende).
- Ausgabedatum: Das Datum des erstmaligen Verkaufs dieser Briefmarke.
- Gültig bis: Das Datum, an dem die Gültigkeit endete.
- Auflage: Soweit bekannt, wird hier die zum Verkauf angebotene Anzahl dieser Ausgabe angegeben.
- Entwurf: Soweit bekannt, wird hier angegeben, von wem der Entwurf dieser Marke stammt.
- Mi.-Nr.: Diese Briefmarke wird im Michel-Katalog unter der entsprechenden Nummer gelistet.

| Sondermarken | |                  |                       |                   |            |                     |         |
| Bild         | Beschreibung | Werte in Pfennig | Ausgabe- datum (1965) | gültig bis        | Auflage    | Entwurf             | Mi.-Nr. |
|              | Für die Jugend 1965: Jagdbares Federwild - Waldschnepfe, Scolopax rusticola                                                     | 10+5             | 1. April              | 31. Dezember 1966 | 5.351.000  | Paul Froitzheim     | 250     |
|              | - Jagdfasan, Phasianus colchicus                                                                                                | 15+5             | 1. April              | 31. Dezember 1966 | 4.568.000  | Paul Froitzheim     | 251     |
|              | - Birkhahn, Lyrurus tetrix (auch Tetrao tetrix)                                                                                 | 20+10            | 1. April              | 31. Dezember 1966 | 4.536.000  | Paul Froitzheim     | 252     |
|              | - Auerhahn, Tetrao urogallus | 40+20            | 1. April              | 31. Dezember 1966 | 4.484.000  | Paul Froitzheim     | 253     |
|              | Das neue Berlin - Kaiser-Wilhelm-Gedächtniskirche                                                                               | 10               | 28. August            | 31. Dezember 1970 | 54.100.000 | Joachim Hans Hiller | 254     |
|              | - Deutsche Oper Berlin | 15               | 23. Oktober           | 31. Dezember 1970 | 18.873.000 | Joachim Hans Hiller | 255     |
|              | - Berliner Philharmonie | 20               | 23. Oktober           | 31. Dezember 1970 | 31.050.000 | Joachim Hans Hiller | 256     |
|              | - Jüdisches Gemeindehaus | 30               | 19. April 1966        | 31. Dezember 1970 | 32.510.000 | Joachim Hans Hiller | 257     |
|              | - Kirche Maria Regina Martyrum                                                                                                  | 40               | 28. August            | 31. Dezember 1970 | 11.150.000 | Joachim Hans Hiller | 258     |
|              | - Ernst-Reuter-Platz | 50               | 18. November          | 31. Dezember 1970 | 11.110.000 | Joachim Hans Hiller | 259     |
|              | - Europa-Center-Berlin | 60               | 19. April 1966        | 31. Dezember 1970 | 7.208.000  | Joachim Hans Hiller | 260     |
|              | - Technische Universität Berlin                                                                                                 | 70               | 18. November 1966     | 31. Dezember 1970 | 8.040.000  | Joachim Hans Hiller | 261     |
|              | - Stadtautobahn A 100 | 80               | 18. November          | 31. Dezember 1970 | 8.169.000  | Joachim Hans Hiller | 262     |
|              | - Planetarium Wilhelm-Foerster-Sternwarte                                                                                       | 90               | 16. September 1966    | 31. Dezember 1970 | 10.051.000 | Joachim Hans Hiller | 263     |
|              | - Fernmeldeturm Berlin-Schäferberg                                                                                              | 1 DM             | 16. September 1966    | 31. Dezember 1970 | 10.750.000 | Joachim Hans Hiller | 264     |
|              | - Universitätsklinikum Steglitz                                                                                                 | 1,10 DM          | 18. November 1966     | 31. Dezember 1970 | 6.070.000  | Joachim Hans Hiller | 265     |
|              | Wohlfahrtsmarken 1965: Märchen der Brüder Grimm: Aschenputtel - Aschenputtel lässt sich von Tauben beim Lesen der Linsen helfen | 10+5             | 6. Oktober            | 31. Dezember 1967 | 5.196.000  | Stefula             | 266     |
|              | - Aschenputtel empfängt ihr Ballkleid aus einem Baum                                                                            | 15+5             | 6. Oktober            | 31. Dezember 1967 | 4.657.000  | Stefula             | 267     |
|              | - Aschenputtel verlässt das Schloss und verliert einen Schuh                                                                    | 20+10            | 6. Oktober            | 31. Dezember 1967 | 5.401.000  | Stefula             | 268     |
|              | - Der Prinz führt Aschenputtel als seine Braut heim                                                                             | 40+20            | 6. Oktober            | 31. Dezember 1967 | 3.512.000  | Stefula             | 269     |